# Čistopolj
Čistopolj (ruski: Чистополь, tatarski: Çístay) je grad u Tatarstanu, u Rusiji. Nalazi se na 55° 22' sjever i 50° 37' istok, na lijevoj obali rijeke Kame (Kujbiševski vodospremnik), 125 km sjeverno od željezničke pruge Nurlat (na liniji Uljanovsk – Ufa). Od Kazana je udaljen 144 km.  
Broj stanovnika: 66.400 (2002.) 

Narodnosni sastav: Rusi 65,8%; Tatari 30,2%; Čuvaši 2,1% (1989. godine) 
Površine je 16,8 kmsup2;.
Osnovan je početkom 18. stoljeća, a status grada je dobio 1781. godine.

## Povijest
Selo Čistoje Polje (ruski: Чистое Поле), odnosno Arhangelskaja sloboda(ruski: Архангельская слобода) osnovano je početkom 18. stoljeća. Godine 1781. dobiva status okružnog gradića Kazanskog namjesništva (od 1796. Kazanske gubernije) i današnje ime. Od 1920. do 1930. središte je kantona.

## Poznati građani Čistopolja
- Aleksandr Mihajlovič Butlerov, ruski kemičar, rođen u Čistopolju 1828. godine

## Industrije
Pogoni za proizvodnju satova ("Vostok"), brodoremontni zavod,  zavod za popravak motornih vozila, konstruktorsko-tehnološki ured "Vektor", drvoprerađivački kombinat, tvornica namještaja. U gradu su poduzeća lake (konfekcija, trikotaža, obuća) i prehrambene (proizvodnja likera i votke, konditorskih proizvoda, riboprerada, mesni kombinat, mliječni kombinat, pekare) industrije.
Grad je cestovno čvorište s mostom preko rijeke Kame.
Vremenska zona: Moskovsko vrijeme

## Vanjske poveznice
- Gradski internet portal